# Kakushöhle
Die Kakushöhle ist die größere von zwei Höhlen im Kakusfelsen (Kartstein) beim Mechernicher Stadtteil Dreimühlen. Sie ist eine der größten offenen Höhlen in der Eifel und Teil des 1932 ausgewiesenen 5,8 ha großen Naturschutzgebietes Kartsteinhöhlen mit Kakushöhle.
Eine zweite kleine Höhle befindet sich nördlich der großen Höhle. Über der Höhle befindet sich ein Plateau, das im Westen durch einen Abschnittswall begrenzt wurde, der das Plateau zu einer Fliehburg machte.

## Geologie
Die Kakushöhle befindet sich in dem bis 18 m hohen aus Travertin und Kalktuff bestehenden Kakusfelsen, der etwa 400 m ü. NHN liegt und auf dem sich das Plateau von etwa 150 m Länge erstreckt. Der Kartstein entstand durch Ausfällung von Kalk, der wahrscheinlich aus Karstquellen stammte.

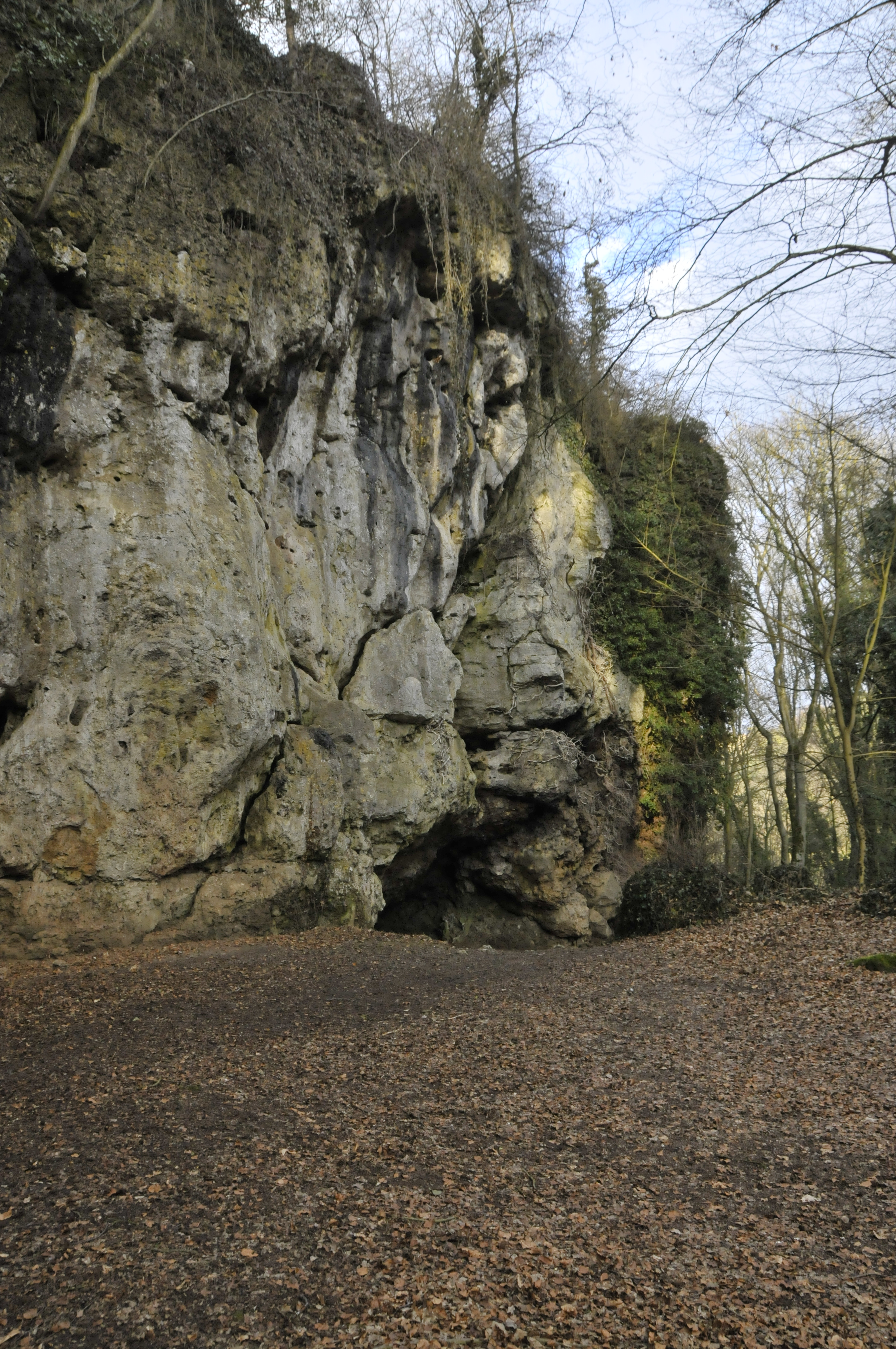
Felswand des Kakusfelsens
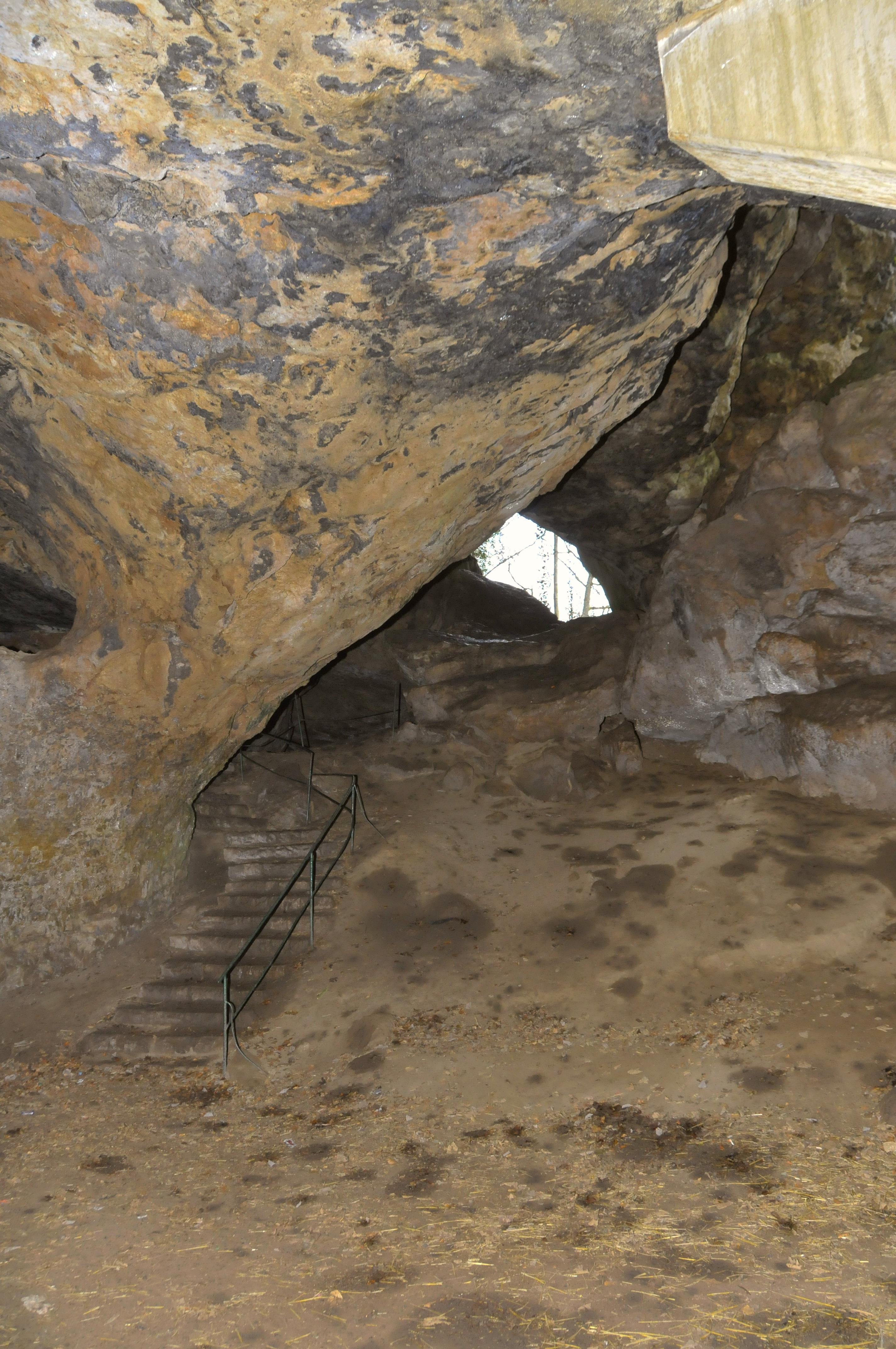
In der großen Höhle (Große Kirche)
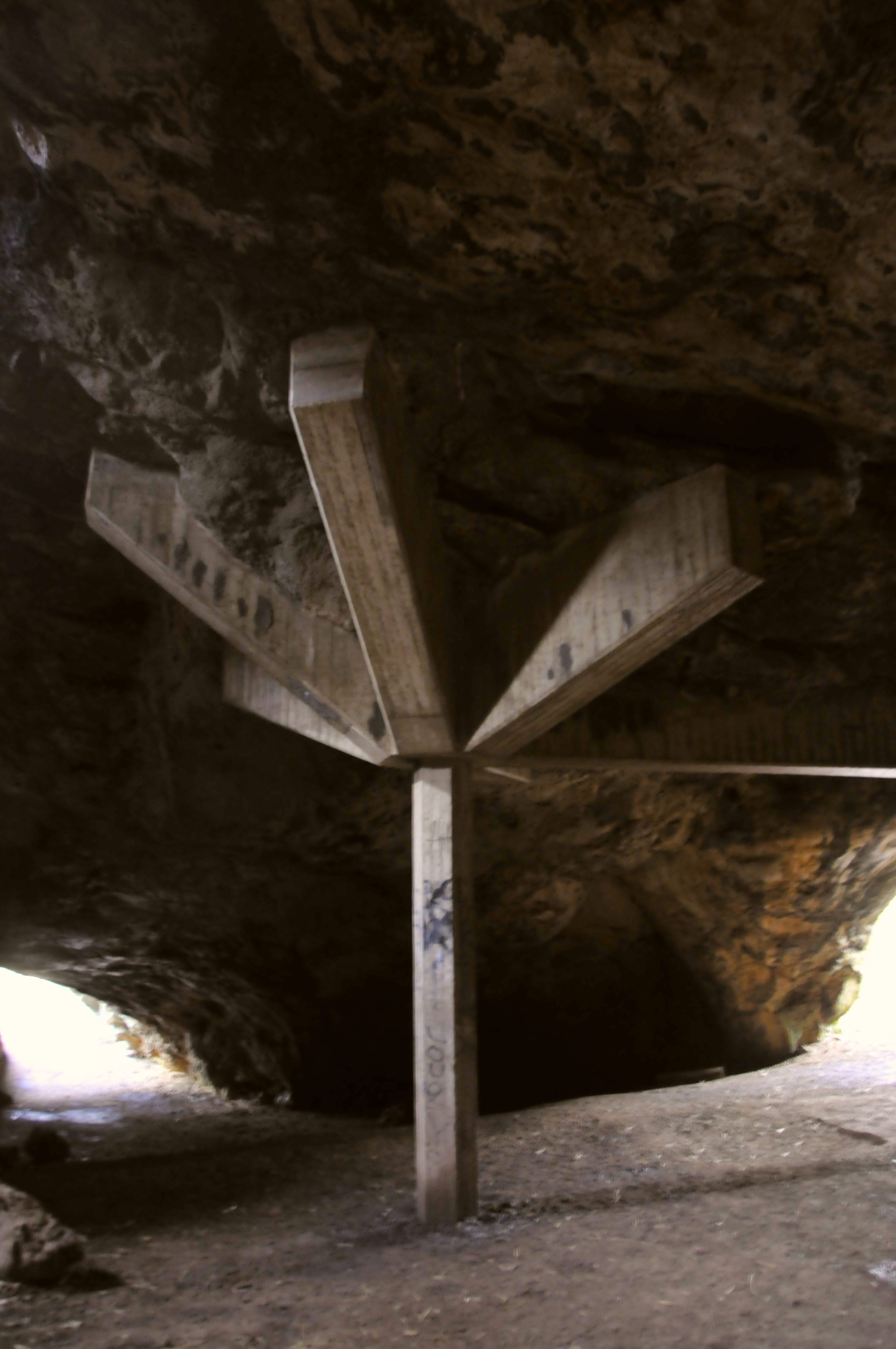
Stützen in der großen Höhle (Sicherungsmaßnahmen von 1977)

Das Alter des Felsens konnte bisher nicht genau bestimmt werden, liegt vermutlich aber bei ungefähr 300.000 Jahren. Das Wasser des Weyerer Bachs wusch schließlich die Höhlen aus dem Felsen.

## Beschreibung
Die Kakushöhle besteht aus Großer Kirche (bis zu 15 m hoch und 30 m breit) und einem Nebenraum, der Dunklen Kammer. Die kleine Höhle, die sich 50 m nördlich der großen Höhle befindet, wird auch Kaltes Loch genannt.

## Geschichte

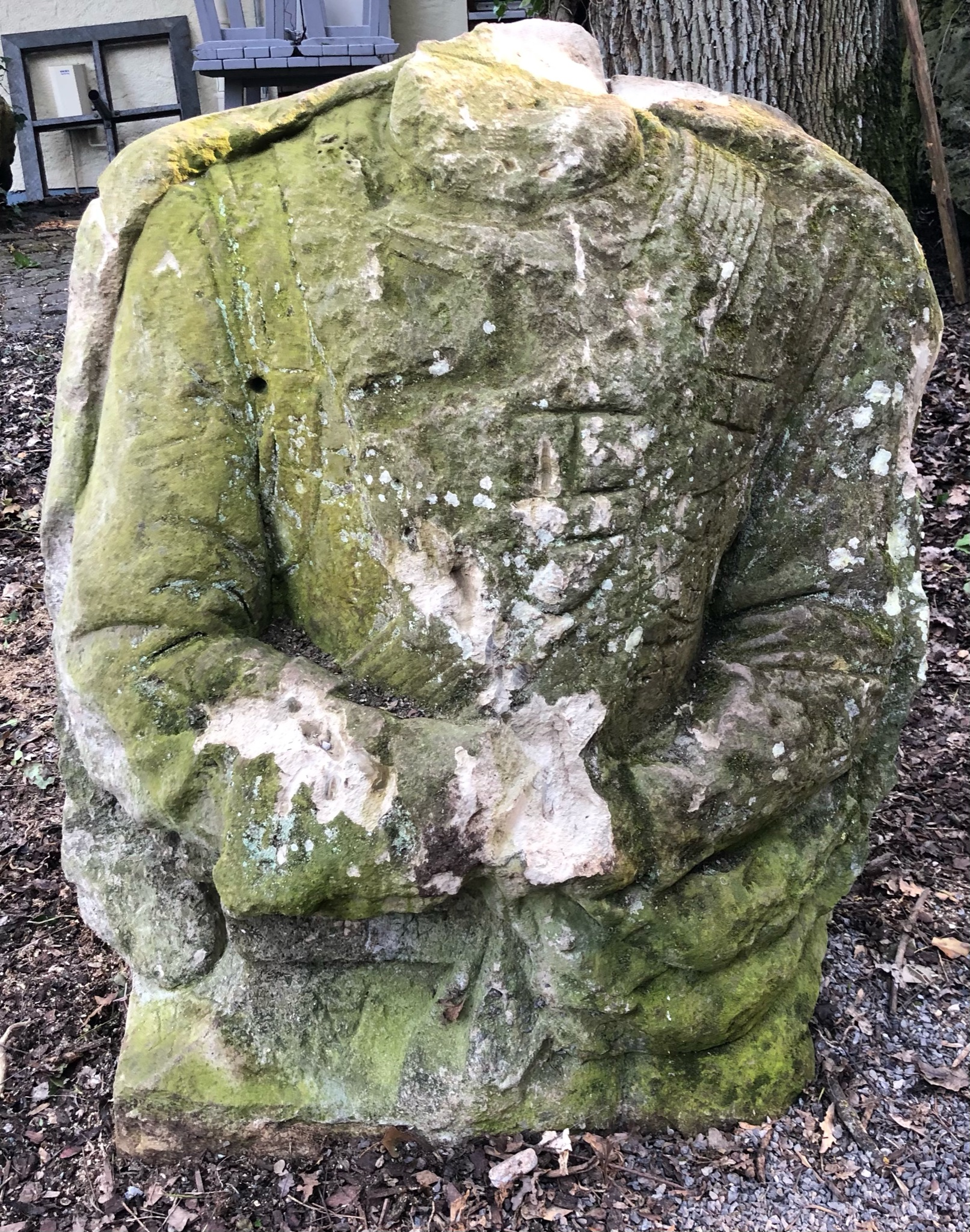
Reste der Büste Kaiser Wilhelms II.

Die Höhlen zogen zu allen Zeiten Menschen an, die diese und das Plateau in vielfältiger Weise nutzten. Funde belegen, dass die Kakushöhle bereits von Neandertalern und dann von eiszeitlichen Jetztmenschen aufgesucht wurde. Vor etwa 12.000 Jahren, im Spätpaläolithikum, schlugen Rentierjäger der Ahrensburger Kultur an den Höhlen ihre Zelte auf.
Im Westen des Plateaus befindet sich der Abschnittswall, der es zu einer Fliehburg machte, da es ansonsten durch Felsklippen geschützt ist. Man geht von einer Nutzung des Terrains vermutlich schon in der Eisenzeit, dann in spätrömischer und auch noch in karolingischer Zeit aus. Ältere Funde aus der großen Höhle und vom Plateau stammen wahrscheinlich von Kelten aus der älteren Latènezeit (Bronzefibel, Eisenschlacken auf dem Plateau). Das Plateau diente vermutlich in der ersten Hälfte des 4. Jahrhunderts als Fliehburg zum Schutz vor den ins Römische Reich einfallenden Franken, wie gefundene römische Münzen aus dieser Zeit nahelegen.
Funde aus dem 12. (Große Höhle) und dem 13. und 14. (Kleine Höhle) Jahrhundert belegen jeweils kurzfristige Aufenthalte des Menschen im späteren Mittelalter.
Unter der Bezeichnung „Roches caverneux“ ist der Kakusfelsen in der Tranchotkarte von etwa 1809 eingezeichnet. In der topographischen Karte der preußischen Uraufnahme wird die Höhle 1846 als „CacusHöhle“ bezeichnet.
Am 5. August 1902 stattete Kronprinz Wilhelm der Höhle einen Besuch ab. Auf dem so genannten Kaiserhorst wurde 1907 eine Büste Kaiser Wilhelms II. aufgestellt. Der Überrest dieser Büste befindet sich am Weg vom Café zum Höhleneingang.
Die große Höhle wurde 1944/45 als vor Luftangriffen geschützte Halle, Materiallager einer Fabrik und Aktenlager der Kreisverwaltung genutzt; leider wurde dabei der Höhlenboden eingeebnet.
Eine nach dem Krieg errichtete Gaststätte in der Nähe des Höhleneingangs brannte 1982 ab und durfte nicht mehr wiedererrichtet werden.

## Archäologie

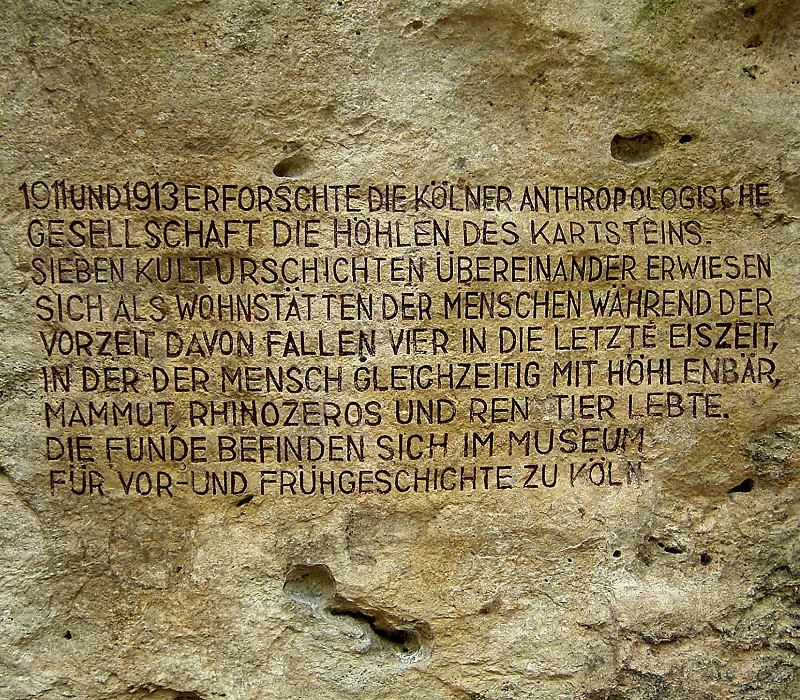
Gedenkinschrift am südlichen Höhleneingang

1880 untersuchte ein J. Ruhr die Höhle, 1900 ein Prof. Fischer. 1911 und 1913 fanden erste größere Ausgrabungen unter Carl Rademacher statt. Die Funde von C. Rademacher befinden sich heute im Römisch-Germanischen Museum in Köln, allerdings sind die Faunenreste während des Zweiten Weltkriegs größtenteils vernichtet worden. Bei der Ausgrabung von Rademacher im Jahre 1911 stand in erster Linie die Gewinnung von Funden im Vordergrund.
1921 machte H. Heck, 1939 L. F. Zotz Untersuchungen in den Höhlen.
Zotz gelang es, in der kleinen Höhle noch nicht untersuchte Fundschichten anzutreffen. Von der Ausgrabung von Zotz war nach dem Zweiten Weltkrieg nur noch ein veröffentlichter ausführlicher Bericht vorhanden, die Funde gingen verloren.
A. Herrenbrodt untersuchte noch einmal 1959 den Querschnitt aus der Grabung von Zotz. 1970 führte H. Löhr eine Grabung in der Nähe des Osteingangs der großen Höhle durch, im Jahre 1977 nochmals u. a. im Bereich der Fundamente für Sicherungsmaßnahmen in der großen Höhle. Die Funde von 1959 und 1970 befinden sich im Rheinischen Landesmuseum Bonn.
Funde aus dem Abraum der älteren Grabungen befinden sich auch im Hürten-Museum in Bad Münstereifel und im Eifelmuseum Blankenheim. Neben Funden, wie z. B. einem Micoquekeil, Schabern und Spitzen, die von Menschen stammen, wurden Faunenreste u. a. vom Riesenhirsch, Wollnashorn, Steppenbison, Rentier, Wolf, Moschusochse, Höhlenlöwe, Pferd, Braunbär, Höhlenbär, Biber, Stachelschwein, Murmeltier, Mammut und von der Hyäne entdeckt.

## Tourismus

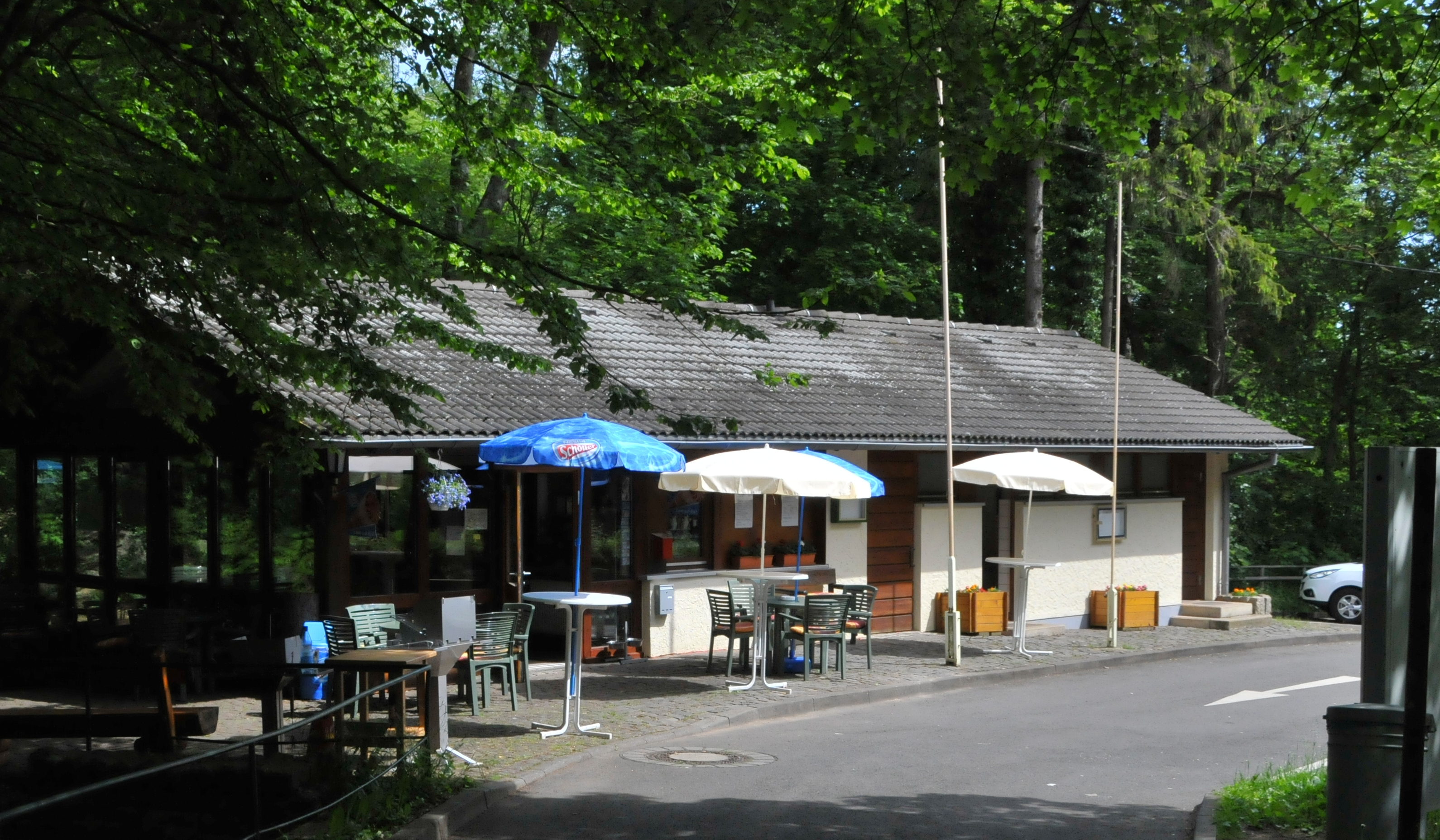
Café zur Kakushöhle mit behindertengerechtem Toilettentrakt
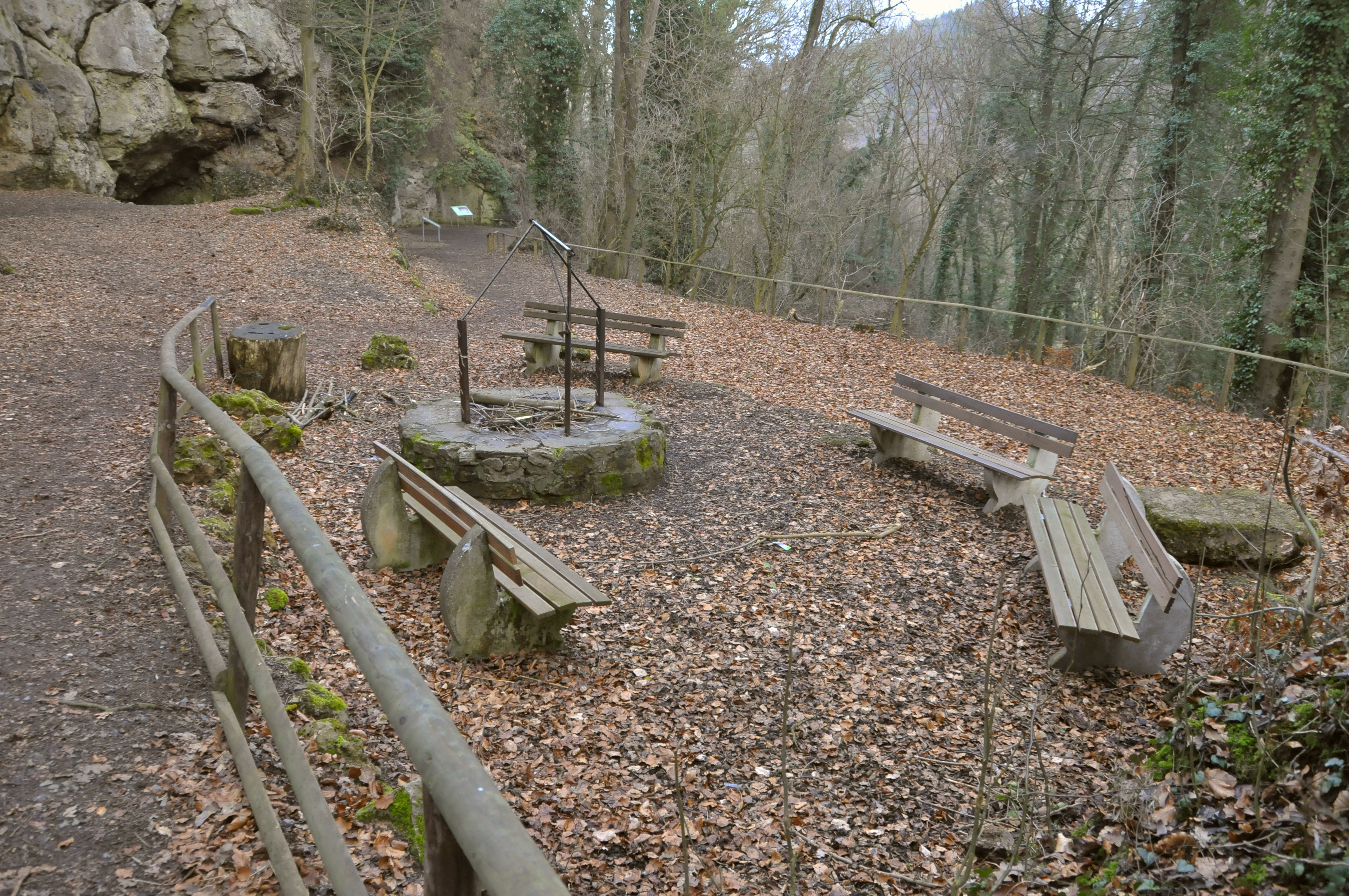
Grillplatz am Weg vom Café zum Höhleneingang
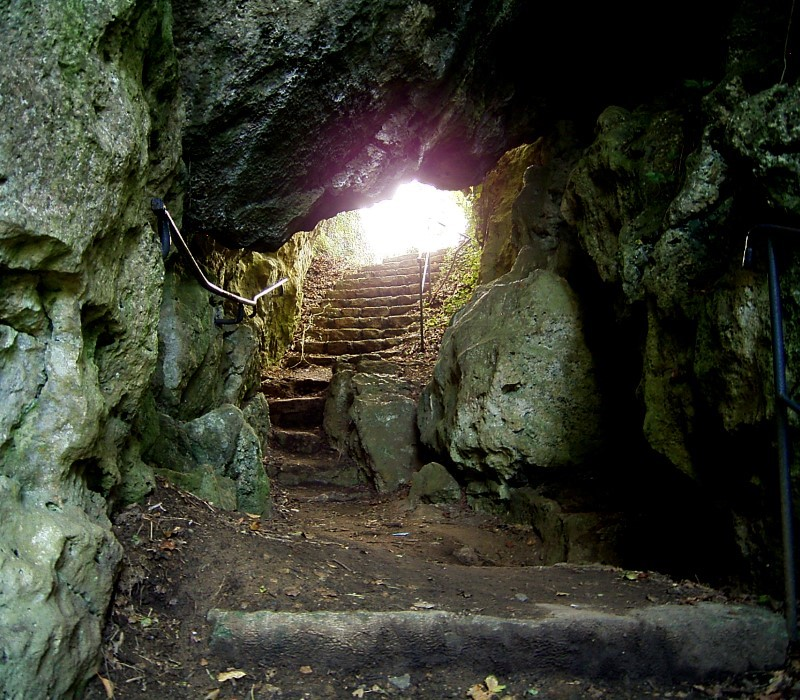
Rundweg: Aufgang zum Plateau über den Höhlen
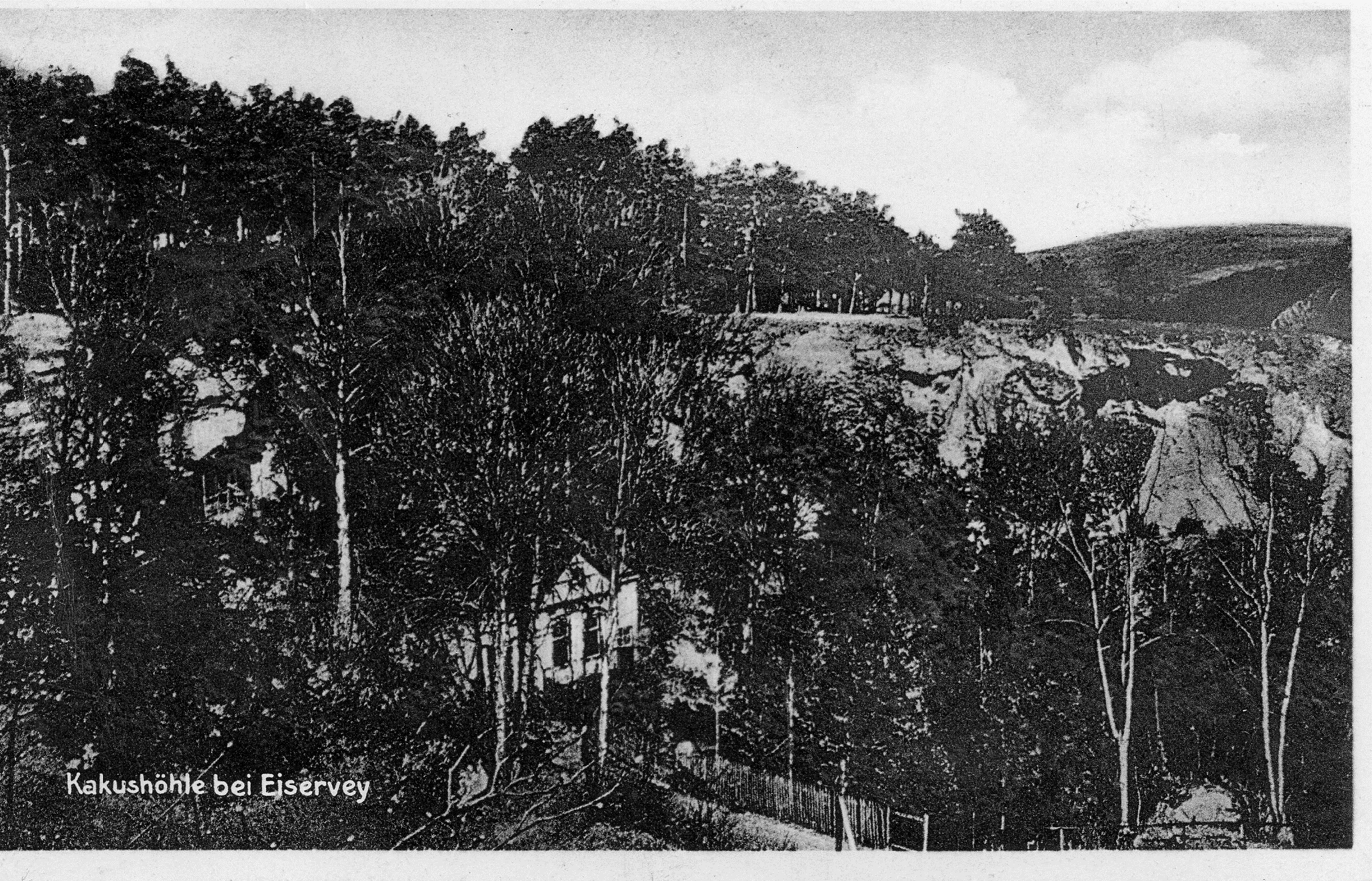
Nicht mehr vorhandene Gaststätte an der Kakushöhle Anfang der 1930er Jahre …
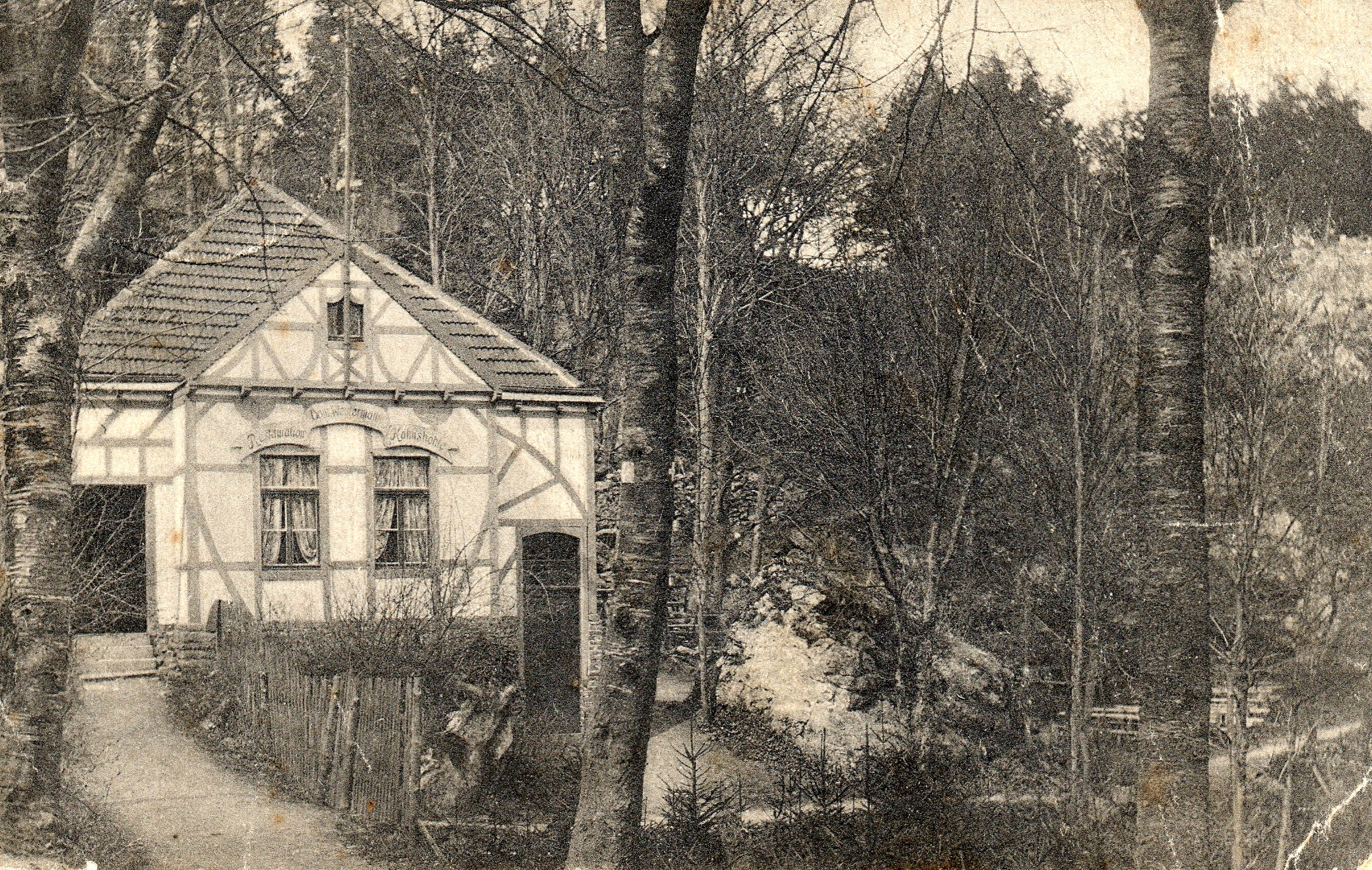
… und im Jahre 1907

Die Höhle ist frei zugänglich und bequem von einem Parkplatz an der Landesstraße 115 zu erreichen, wo sich auch ein Café befindet. Dort finden Besucher auch öffentliche Toilettenanlagen vor. Der Eintritt in die Höhlen ist frei. Am Café beginnt ein Rundweg, der zunächst an dem Überrest der Büste Kaiser Wilhelms II. und dem Grillplatz vorbei zum Haupteingang der Kakushöhle führt. Dieser Teil des Weges ist barrierefrei, stufenlos und auch für Rollstuhlfahrer geeignet.
Der Rundweg geht auch um den Kakusfelsen herum und führt dann auf das Plateau, auf dem sich der Eingang zur kleinen Höhle befindet und wo der Abschnittswall besichtigt und begangen werden kann. Am Weg befinden sich Schautafeln, die die Geschichte des Kartsteins erläutern.

## Sagen

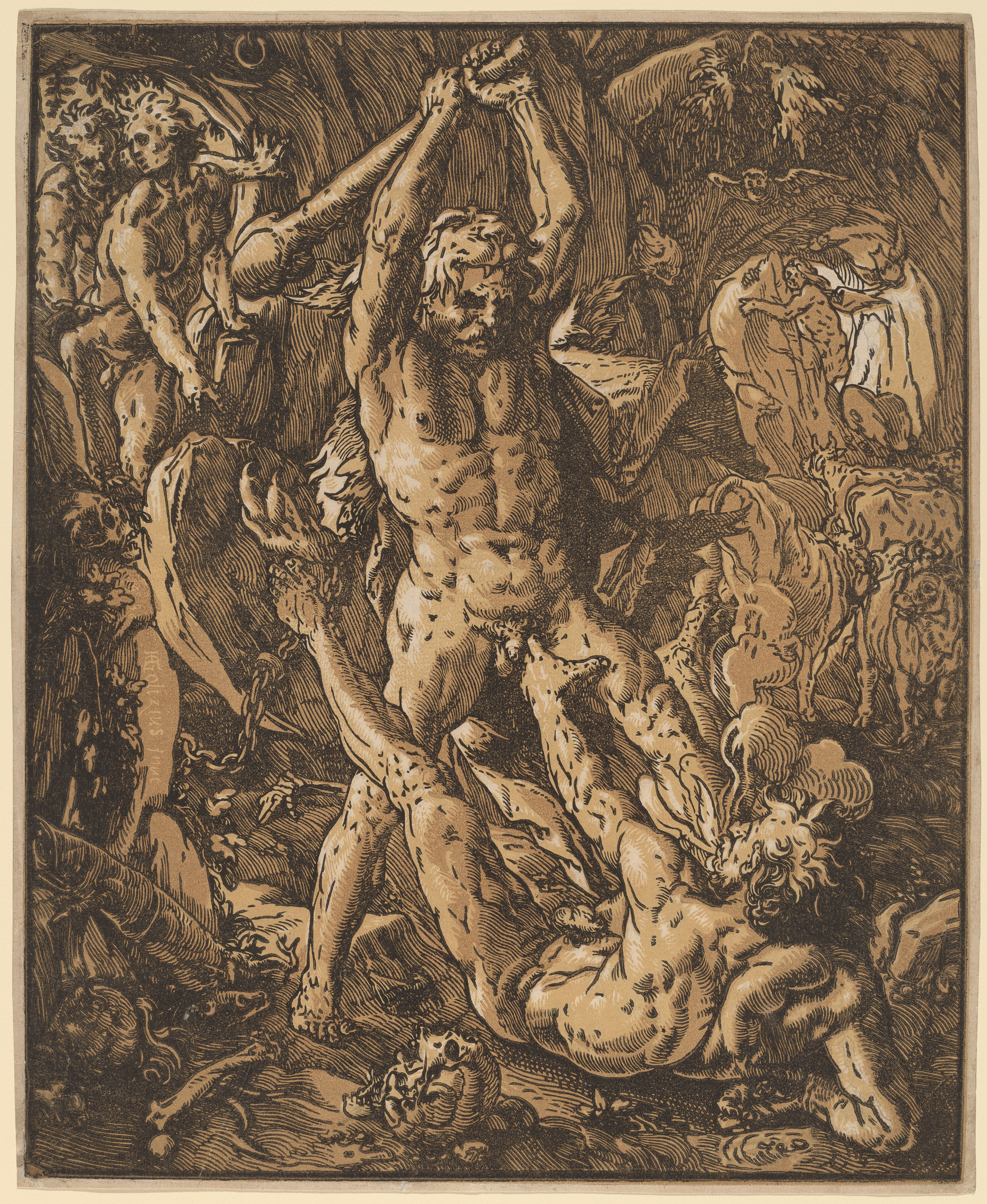
Herkules tötet Cacus (Holzschnitt von Hendrick Goltzius)

Laut einer volkstümlichen Sage von Herkules und Kakus soll im Höhlensystem früher ein Riese namens Kakus gelebt haben. Die Sage des römischen Dichters Vergil, die sich im Achten Gesang seines Werkes Aeneis befindet, wurde dabei vom Tiber in die Eifel verlegt. Nach dieser (Eifler) Kakus-Sage ist die Höhle benannt.
U.a. überlieferte der Mechernicher Bergbeamte C. A. Eick in seinem Buch über Eifelwasserleitung die (Eifler) Sage von Kakus und Herkules:

„Im grauen Alterthume, so wird erzählt, hauste allhier in der schönen geräumigen Höhle ein gewaltiger Räuber, Kakus mit Namen, der durch Habsucht und Rohheit alle Bewohner der umliegenden Gegend in Angst und Schrecken versetzte. Jegliches Mittel, seine Herrschaft weiter auszubreiten, schien ihm gerecht, und wer nicht gutwillig seinen Ansprüchen sich fügte, der wurde in gräßlicher Weise mißhandelt, verstümmelt oder gar getödtet. Da kam eines Tages noch ein anderer Riese, Namens Herkules, in die dortige Gegend und wählte sich den benachbarten Herkelstein zu seinem Wohnsitze. Der aber lebte in Frieden und Eintracht mit seinen Nachbarn und schützte sie nach Kräften gegen die Übergriffe des räuberischen Kakus. Und so geschah es, daß auch zwischen Beiden bald ein gewaltiger Streit sich erhob, der aber damit endete, daß Herkules durch den Wurf eines gewaltigen Felsblockes die Höhle des Kakus zertrümmerte, wobei der Unmensch selbst das Leben einbüßte. Wer sollte hier nicht sofort an die Verpflanzung jener Sage denken, nach welcher Herkules auf seiner Wanderung aus Gallien nach Italien in Latium den räuberischen Riesen Kakus tödtete?“

In einer weiteren Sage geht es um zwei Bauern, die, statt in der Karwoche zur Kirche zu gehen, lieber in der Kakushöhle Karten spielten. Ein Fremder gesellte sich zu ihnen und verlor sehr viel Gold an die beiden. Er schlug den beiden vor, dass der erste, der das Kartenspiel beende, auf ewig Gast des Teufels sein solle. Vom Gewinn geblendet, willigten die beiden ein. Später erkannten sie in dem Fremden den Teufel, und so gelobten sie im Stillen, im Falle ihrer Rettung nie mehr eine Karte anzurühren und die Karwoche in Zukunft zu ehren. Niemand traute sich, das Spiel als erster zu beenden, und so spielten sie einige Tage, bis eine ihrer besorgten Frauen sie fand und den Pfarrer rief. Dieser eilte zur Höhle und befahl dem Teufel, die beiden freizugeben. Beim Anblick des Kruzifixes ließ der Teufel von den Bauern ab, schlug eine Öffnung in die Höhlenwand und verließ durch sie wütend die Kakushöhle.